# Dans la tourmente (film, 1909)
Pour les articles homonymes, voir Dans la tourmente.
 (août 2025).
Pour plus de détails, voir Fiche technique et Distribution.
Dans la tourmente est un film muet français réalisé par Gérard Bourgeois et sorti en 1909.

## Distribution
- Volbert
- Jeanne Marie-Laurent